# 悪太郎 (歌舞伎)
『悪太郎』（あくたろう）は狂言『悪太郎』を題材にした岡村柿紅作、四代目杵屋佐吉作曲、二代目花柳壽輔振り付けの長唄舞踊。1924年市村座で二代目市川猿之助が悪太郎を演じて初演された。三代目市川猿之助により猿翁十種に選ばれている。最近では2021年1月に歌舞伎座で四代目市川猿之助が悪太郎を演じている。